# Hermann Ebeling (Autor)
Hermann Ebeling (* 4. August 1935 in Essen; † 2. April 2018 in Straßburg) war ein deutscher Historiker und Rundfunk-Autor, der für den Süddeutschen Rundfunk sowohl literarische Feuilletons und historisch-politische Features als auch Satiren, Sketche und zahlreiche Hörspiele schrieb, letztere beheimatet in den Genres Science-Fiction und badisch-pfälzisches Mundarthörspiel. Als Hörspielautor betätigte Ebeling sich seit Ende der 1960er. Er schrieb auch für das Fernsehen und veröffentlichte Landschaftsbildbände, eine Biographie sowie einen Science-Fiction-Roman. Ebeling lebte als freier Schriftsteller in Wissembourg im Elsass.

## Werk

### Bücher
- Daisy Day über New York I. Fischer-Taschenbuch-Verlag, Frankfurt am Main 1983, ISBN 3-596-27547-4.
- Der Freiherr von Drais: das tragische Leben des „verrückten Barons“. Ein Erfinderschicksal im Biedermeier. Braun, Karlsruhe 1985, ISBN 3-7650-8045-4.

### Science-Fiction-Hörspiele
- 1969 Der Konzern
- 1970 … von solchem Stoff, aus dem die Träume sind
- 1975 Projekt Pandora
- 1976 Ein Experiment des Doktor E. über die Bewohnbarkeit der Hölle
- 1977 N. O. A. H. - Studie in Himmelblau und Schwarz
- 1979 Babel 1929 – Die Abenteuer des Traumdetektivs
- 1979 Das Leben ein Test, der Test ein Leben
- 1979 Kennwort: „Liebling“ (Kurzhörspiel)
- 1980 Das große Tierparadies des Jonathan Smith
- 1981 An der Eisgrenze
- 1981 Euglena - oder: Bericht über die Beweglichen
- 1984 Daisy Day (Urfassung 1968)
- 1985 Edit – Große Schwester
- 1986 Ein Fall für Weltraumdetektiv Q. Kuhlmann: Die Letzten von Glumdalclitsch
- 1987 Ein Fall für Weltraumdetektiv Q. Kuhlmann: Die Zukunftsfalle
- 1988 Im Zeichen des Maulwurfs
- 1989 ... Traumlebenstraum oder: Die zweite Wirklichkeit des Dr. Warstein
- 1990 Die Immortellen des Dr. Melvin
- 1991 Die Tränen der Sphinx
- 1993 Traumgeschäfte (1994 nominiert für den Kurd-Laßwitz-Preis[4])
- 1994 IMAGO, die Geschöpfe des Jüngsten Tages

### Mundart-Hörspiele (Auswahl)
- 1974 Das Testament des Lindenblüten-Theodor
- 1978 Der Zahnreißer von Philippsburg – Bilder aus der Geschichte am Oberrhein: 1618
- 1994 Hinner de Welt isch's au schön
- 1996 Die Strafsach' Oberle, Franz
- 2000 Blutströpfle und Toteköpf oder: dem Herrn Schliemeier seine längste Nacht

### Skripte für Fernsehproduktionen
- Büro, Büro
- Notizen aus der Provinz